# Йозеф Фердинанд фон Клам
Йозеф Фердинанд фон Клам (на немски: Joseph Ferdinand Freiherr von Clam; * 1700; † 1737) е фрайхер от род Клам в Горна Австрия.

## Произход
Той е големият син на фрайхер Йохан Леополд фон Клам († 1727) и съпругата му Мария Франциска фон Залбург, дъщеря на имперски граф Йохан Фердинанд фон Залбург († 1723) и Мария Елизабет фон Фюнфкирхен (1645 – 1682), дъщеря на фрайхер Йохан Зигизмунд фон Фюнфкирхен (1605 – 1650) и фрайин Анна Поликсена Елизабет фон Шерфенберг (1617 – 1658). Брат е на Йохан Кристоф фон Клам (1702 – 1778) от 1759 г. граф.
- Замък Клам в Горна Австрия
- Клам (1674)

## Фамилия
Йозеф Фердинанд фон Клам се жени за Мария Анна Йозефа фон Тюрхайм (* 10 септември 1704; † 1769).Те имат децата:
- Йохан Готлиб Клам (* 15 февруари 1730; † 5 юли 1793), фрайхер, женен за Каролина Йозефа дес Фурс (* 29 октомврир 1731, Прага; † 5 юли 1793, Прага); имат син
- Антония фон Клам (* 8 ноември 1743), имперска фрайин на Хьоенберг (фрайин фон Видман), омъжена за фрайхер Йозеф фон Видман (* 3 юни 1724; † 1791)

- Siebenter Bericht über das Museum Francisco-Carolinum. Nebst der vierten Lieferung der Beiträge zur Landeskunde von Oesterreich ob der Enns und Salzburg. Linz 1843 (Stammtafel der Perger von und zu Clam mit ihren späteren Häusern Clam-Martinic, Clam-Gallas und Clam-Clam; Perger von Höhenberg
- Genealogisches Handbuch erloschener böhmischer Herrenstandsfamilien Neustadt an der Aisch, 1973, Procházka, Roman Freiherr von. 95
- Genealogisches Handbuch des Adels, Gräfliche Häuser. 1952 96
- Ancestors of Marie Christine von Reibnitz, 2008, Verheecke, José. nr. 728357